# Cine Maryland
El Cine Maryland va ser una sala d'exhibició cinematogràfica ubicada en el núm. 5 de la plaça d'Urquinaona de Barcelona. Va obrir les portes l'any 1934 (octubre) amb la pel·lícula Paso a la juventud. Va tancar les portes l'any 2004, després d'haver-se especialitzat en els seus darrers anys en la projecció de films pornogràfics (Sala X). Per un breu període i arran de l'espanyolització dels noms dels cinemes després de la Guerra Civil, va passar a dir-se Cine Plaza.